# 利涅勒伊
利涅勒伊（法語：Lignereuil，法語發音：[liɲʁœj]）是法国上法蘭西大區加来海峡省的一个市镇，属于阿拉斯区。

## 地理
利涅勒伊（50°17'27"N, 2°28'15"E）面积2.92 平方千米，位于法国上法蘭西大區加来海峡省，该省份为法国北部沿海省份，西北濒北海，南至索姆省，东临北部省。
与利涅勒伊接壤的市镇（或旧市镇、城区）包括：昂布里讷、博福尔-布拉万库尔、德尼耶、日旺希勒诺布勒、马南。

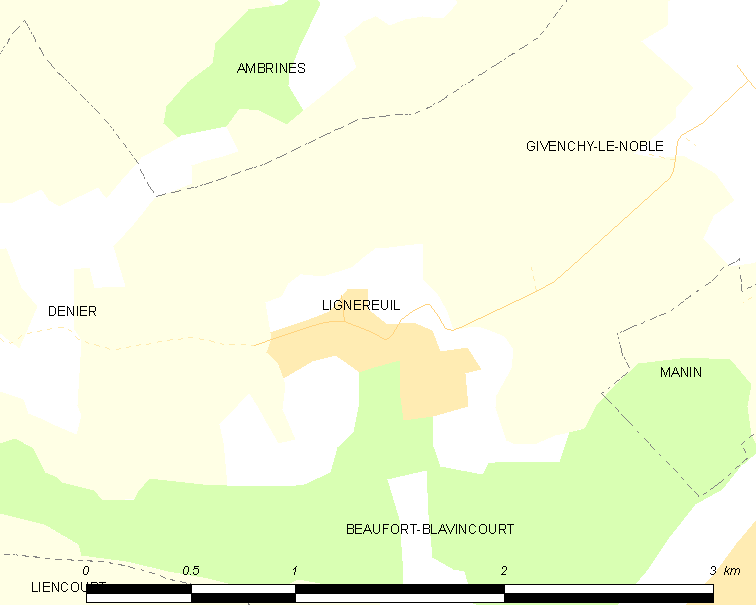
利涅勒伊的OSM定位图

利涅勒伊的时区为UTC+01:00、UTC+02:00（夏令时）。

## 行政
利涅勒伊的邮政编码为62810，INSEE市镇编码为62511。

## 政治
利涅勒伊所属的省级选区为阿韦讷勒孔特县。

## 人口

1962-2008年间利涅勒伊人口变化图示

利涅勒伊于2022年1月1日时的人口数量为140人。